# 徐正恩
徐正恩（？年—？年），直隸順天府宛平縣人，曾任重慶府知府。

## 生平[1]
- 由監生考授州同告降縣丞。
- 雍正元年，捐縣丞
- 雍正七年，奉旨以州縣等官題
- 雍正九年四月內，用湘鄉縣知縣
- 雍正十二年七月內，用湖南永順府通判
- 乾隆十五年七月內，用四川重慶府知府